# Arthur Landsborough Thomson

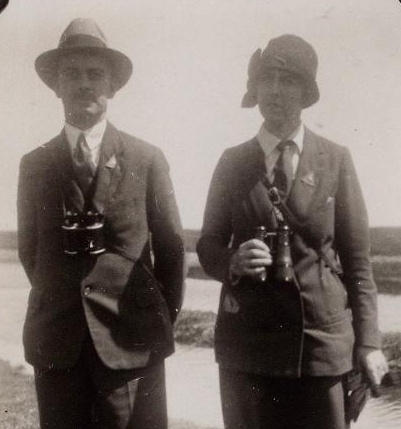
Arthur Landborough Thomson und seine Frau in Holland, fotografiert von Alexander Wetmore im Jahr 1930

Sir Arthur Landsborough Thomson KCB KBE (* 8. Oktober 1890 in Edinburgh; † 9. Juni 1977 in Roehampton) war ein britischer Ornithologe und medizinischer Forscher.

## Leben
Thomson war der älteste Sohn von (John) Arthur Thomson (1861–1933) und seiner Frau Margaret Robertson Stewart. Sein Vater war von 1899 bis 1930 Professor für Naturgeschichte an der University of Aberdeen und spielte eine bedeutende Rolle bei der Einführung von Darwins Evolutionstheorie in den Universitäten sowie bei der Förderung der Ornithologie als Wissenschaft. Thomson wurde an der Royal High School in Edinburgh, am Gymnasium in Aberdeen und an der Universität in Aberdeen ausgebildet. Mit 17 veröffentlichte er seine erste Notiz in der Zeitschrift British Birds und 1910 den Artikel British Birds and their Nests Inspiriert durch einen zweiwöchigen Aufenthalt an der Vogelwarte Rossitten an der Ostsee, begann er mit organisierten Vogelberingungen in Großbritannien. Nach dem Krieg verschmolz sein Programm mit dem Vogelberingungsschema von Harry Witherby zu einem landesweit anerkannten System. Im Alter von 20 Jahren wurde Thomson zum Mitglied der British Ornithologists’ Union gewählt.
1911 erlangte Thomson den Master of Arts. Anschließend studierte er in Heidelberg und Wien. Während des Erstens Weltkriegs diente er bei den Argyll and Sutherland Highlanders in Frankreich. Dank seines administrativen Gespürs wurde er in der Endphase des Krieges in den Stabsdienst versetzt, wo er als stellvertretender Generalquartiermeister im Generalhauptquartier tätig war. Am Ende seiner Dienstzeit hatte er den Rang eines Oberstleutnant. 1919 erhielt er den Order of the British Empire für seine militärischen Verdienste. Er begann mit seiner Doktorarbeit, die er aufgrund von Anfeindungen, erst im Jahr 1920 fertigstellte. Im Juli 1920 heiratete er Mary Moir Trail, die Tochter eines Botanikprofessors aus Aberdeen. Thomsons Frau unterstützte seine Arbeit, bevor sie 1969 starb. Sie hatten keine Kinder.
Nach seiner Demobilisierung im Jahr 1919 arbeitete Thomson kurzzeitig im Finanzministerium, wurde aber bald darauf in den neuen Medical Research Council (MRC) in London versetzt, wo er bis zu seiner Pensionierung im Jahr 1957 blieb. In dieser Zeit wuchs die Zahl der Mitarbeiter von fünf auf 130, mit sechzig Forschungseinheiten in britischen Universitäten und Lehrkrankenhäusern. Bei Ausbruch des Zweiten Weltkriegs richtete das MRC für den Fall einer bakteriologischen Kriegsführung Labore zur Öffentlichen Gesundheitspflege ein, die sich jedoch im Kampf gegen alltägliche Infektionen als so wichtig erwiesen, dass sie später als effiziente Arbeitseinheiten in den National Health Service überführt wurden, der von einem Beirat unter dem Vorsitz von Thomson beaufsichtigt wurde. Für seine Verdienste wurde er 1933 von König Georg VI. zum Commander of the Order of the Bath (CB) ernannt und 1953 von Königin Elisabeth II. zum Ritter geschlagen. Im Ruhestand schrieb er das zweibändige Werk Half a Century of Medical Research (1973–1975) über seine medizinische Forschung.
Thompson machte sich auch als Vogelkundler und Naturschützer einen Namen. Er setzte die Arbeit seines Vaters fort, indem er neue Maßstäbe sowohl für den Status und die Leistung der Ornithologie als auch für die administrativen Fähigkeiten ihrer Vertreter setzte. Er veröffentlichte Problems of Bird Migration (1926), Birds: an Introduction to Ornithology (1927) und Bird Migration: a Short Account (1936) sowie zahlreiche Aufsätze und den Artikel über Vogelzug in der vierzehnten Ausgabe der Encyclopaedia Britannica (1929). Im Alter von sechsundsechzig Jahren begann er, unterstützt von seiner Frau, mit der Arbeit an dem bedeutenden Werk A New Dictionary of Birds (1964), bei dem er Herausgeber sowie Hauptautor von vierzig Abschnitten war.
Thomson war von 1938 bis 1943 Vorsitzender des British Ornithologists’ Club und von 1941 bis 1946 des British Trust for Ornithology. Von 1948 bis 1955 war er Präsident der British Ornithologists’ Union. 1954 war er Präsident des elften Internationalen Ornithologischen Kongresses in Basel sowie von 1954 bis 1960 der Zoological Society of London. Von 1953 bis 1966 war er Vorsitzender des wissenschaftlichen Beratungsausschusses des Wildfowl Trust und von 1964 bis 1969 des Beratungsausschusses des Innenministeriums für Vogelschutz sowie des Council for Nature. Von 1967 bis 1969 leitete er das Kuratorium des Natural History Museum. Er war in vielen weiteren Organisationen als Rats- oder Ausschussmitglied tätig, hatte die Ehrenmitgliedschaft in ornithologischen Gremien in Frankreich, Deutschland und Nordamerika inne und war von 1957 bis 1961 Mitglied des Forschungsausschusses für den Serengeti-Nationalpark. 1957 wurde er mit der Bernard Tucker Medal des British Trust for Ornithology, 1959 mit der Godman-Salvin Medal der British Ornithologists’ Union und 1962 mit der Buchanan Medal der Royal Society ausgezeichnet. 1956 wurde er zum Ehrendoktor der University of Aberdeen und 1974 der University of Birmingham ernannt.

## Schriften (Auswahl)
- British Birds and Their Nests, 1910
- Problems of Bird Migration, 1926
- Bird Migration: A Short Account, 1936
- A New Dictionary of Birds (Hrsg.), 1964
- Half a Century of Medical Research, 1973–1975